# Пеликан (Аљаска)
Пеликан (енгл. Pelican) град је у америчкој савезној држави Аљаска.

## Демографија
По попису из 2010. године број становника је 88, што је 75 (-46,0%) становника мање него 2000. године.
| Група             | 2000.       | 2010.      |
| Белци             | 118 (72,4%) | 51 (58,0%) |
| Афроамериканци    | 0 (0,0%)    | 0 (0,0%)   |
| Азијати           | 2 (1,2%)    | 0 (0,0%)   |
| Хиспаноамериканци | 1 (0,6%)    | 1 (1,1%)   |
| Укупно            | 163         | 88         |